# أندرياس سكوف أولسن
أندرياس سكوف أولسن ( تنطق بالدنماركية: ‎[ˈskʌwˀ ˈoˀlsn̩]‏ ؛ من مواليد 29 ديسمبر 1999) هو لاعب كرة قدم دنماركي محترف يلعب كجناح لنادي بولونيا والمنتخب الدنماركي.

## مسيرته المبكره
بدأ أولسن مسيرته المهنية في نادي أيه أس جي أي المحلي، خارج هيليرود، لكنه انضم لاحقًا إلى نادي نوردشيلاند في سن 12 عامًا. 

## مسيرته الكروية

### نوردشيلاند
في سن ال 17، تم استدعاء أولسن من قبل مدرب المنتخب الدنماركي لكرة القدم تحت 21 سنة، ليحل محل كاسبر جونكر المصاب في يونيو 2017. ثم ظهر لأول مرة مع منتخب الدنمارك تحت 21 عامًا في مباراة ضد منتخب السويد تحت 21 عامًا. 
ظهر أولسن لأول مرة مع نادي نوردشيلاند في 23 يوليو 2017 عن عمر يناهز 17 عامًا. بدأ على مقاعد البدلاء، لكنه دخل بديلاً للاعب إميليانو ماركونديس في الدقيقة 95 في فوز فريقه 3-2 على نادي بروندبي في دوري السوبر الدنماركي.  بعد أيام قليلة، لعب 72 دقيقة في مباراة في كأس الدنمارك، حيث سجل وصنع هدفًا.
تم إستدعاء أولسن رسميًا إلى الفريق الأول اعتبارًا من صيف 2018. خاض أولسن موسمًا في النصف الأول من دوري الدرجة الأولى الدنماركي وسجل 11 هدفًا على الرغم من صغر سنه.  وأنهى الموسم بتسجيله 22 هدفاً في الدوري.

### بولونيا
في 24 يوليو 2019، غادر أولسن الدنمارك بعد موسمين رائعين، لينضم إلى نادي بولونيا الإيطالي. 

## مسيرته الدولية
تم استدعاء أولسن إلى تشكيلة الدنمارك الأولى لمباريات دوري الأمم الأوربية ضد بلجيكا وإنجلترا في سبتمبر 2020.  ظهر لأول مرة في 7 أكتوبر 2020 في مباراة ودية ضد جزر فارو وسجل هدفًا في الفوز 4-0. 

## روابط خارجية
- أندرياس سكوف أولسن على موقع الاتحاد الدولي (مؤرشف)  (الإنجليزية)
- أندرياس سكوف أولسن على موقع الاتحاد الأوربي (الإنجليزية)
- أندرياس سكوف أولسن على موقع قاعدة بيانات كرة القدم.إي يو (الإنجليزية)
- أندرياس سكوف أولسن على موقع ليكيب (الفرنسية)
- أندرياس سكوف أولسن على موقع ناشيونال فوتبول تيمز (الإنجليزية)
- أندرياس سكوف أولسن على موقع Soccerway.com (الإنجليزية)
- أندرياس سكوف أولسن على موقع عالم كرة القدم.نت (الإنجليزية)

- أندرياس سكوف أولسن  على سكروي
- أندرياس سكوف أولسن في DBU